# Pierre Ier de Médicis
Pour les articles homonymes, voir Pierre de Médicis et Famille de Médicis.

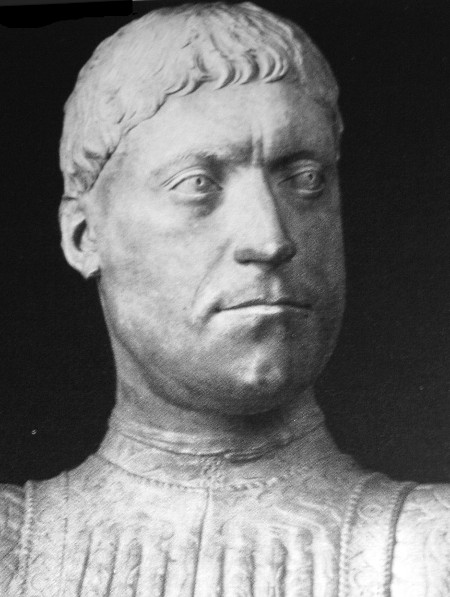
Pierre de Médicis par Mino da Fiesole.

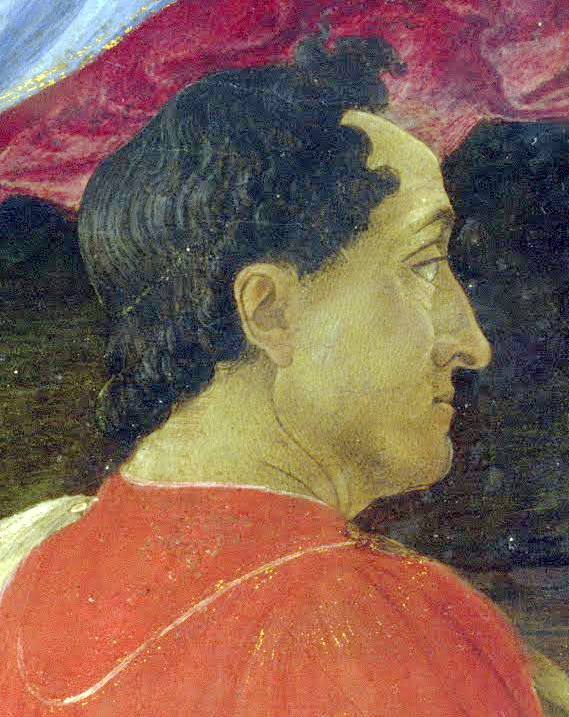
En roi mage par Botticelli dans une Adoration des mages.

Pierre Ier de Médicis (en italien Piero de' Medici), surnommé Pierre le Goutteux (Piero il Gottoso) à cause de l’arthrite déformante dont il souffrait, est né en 1416 à Florence, et mort le 2 décembre 1469 à Florence, à l'âge de 53 ans. Héritier de la banque Médicis, il dirige les affaires de la république de Florence de 1464 à sa mort.

## Biographie
Fils de Cosme de Médicis et de Contessina de Bardi, Pierre reste longtemps dans l’ombre de son père, même s’il occupe en 1461 la fonction de gonfalonnier de justice. Lorsque Cosme meurt le 1er août 1464, Pierre lui succède à la tête de la famille (et du parti) qui domine Florence, à la fois par le contrôle des institutions et par une politique d‘alliance avec d‘autres grandes familles florentines. C‘est ainsi que le 8 juin 1466, Pierre marie sa fille, Lucrezia avec Bernardo Ruccellai, scellant ainsi la réconciliation entre les deux familles. Cette union lui permet aussi de renforcer son parti politique et de parfaire son hégémonie sur les institutions et la finance de la République. Diplomatiquement, il poursuit la politique d‘alliance avec Louis XI (qui lui octroie en mai 1465 le privilège de faire figurer trois fleurs de lys sur les armes des Médicis), avec le pape Paul II et avec les ducs de Milan, Francesco Sforza (qui meurt le 8 mars 1466), puis son fils, Galeazzo-Maria Sforza qui lui succède.

### Le complot de 1466
Le ressentiment contre les Médicis s’est accumulé chez les familles écartées du pouvoir ou des affaires du vivant de Cosme. Il est renforcé par la décision prise par Pierre, qui gouverne avec brutalité, de recouvrer immédiatement les dettes dues à la banque Médicis, ainsi que le paiement de lourdes indemnités par les familles exilées par son père. Les adversaires des Médicis s’unissent pour conspirer contre Pierre : Niccolo Soderini, par conviction républicaine, Diotisalvi Neroni (it), Angelo Acciaiuoli, et Luca Pitti, qui fait figure de chef de la conspiration, par dépit et par ambition. Ils constituent le parti de la colline (le palais Pitti se situe sur la colline San Giorgio) par opposition au parti de la plaine, celui des Médicis (le palais des Médicis se situe via Larga dans le bas de Florence, près du fleuve). Les conjurés trouvent un appui avec le comte Borso d'Este (soutenu secrètement financièrement par les Vénitiens). De son côté, Francesco Sforza soutient Pierre de Médicis. Pendant l'été 1466, les premières émeutes agitent Florence. Le 27 août, la faction soutenant les Médicis, et celle soutenant les conjurés se font face, sans toutefois déclencher le combat. Le 29 août, les conjurés (à l’exception de Soderini) sont reçus par Pierre. Luca Pitti semble avoir été séduit par l’idée d’un mariage entre sa fille et Laurent et avoir abandonné la cause des conjurés. Sous la menace des troupes de Galeazzo-Maria Sforza à la réputation épouvantable, les conjurés viennent implorer le pardon de Pierre. Celui-ci est magnanime. Les chefs des rebelles sont bannis pour vingt ans, à l’exception de Luca Pitti, qui put demeurer à Florence jusqu'à sa mort en 1472,.

### La bataille de la Riccardina
Les bannis se réfugient à Venise. La Sérénissime leur permet de lever des troupes et met à leur tête son condottiere, Bartolomeo Colleoni. Des renforts proviennent des troupes de Borso d'Este, des milices de Pesaro et de Forli, ainsi que des exilés toscans revanchards. Florence, à son tour lève une armée, avec à sa tête Federico da Montefeltro, commandant des troupes de Ferdinand II d'Aragon, et de Giovanni II Bentivoglio, le maître de Bologne. L’affrontement entre les deux camps, le 25 juillet 1467, à la bataille de la Riccardina (appelée aussi bataille de la Molinella), est incertain. Dans chaque camp, près de 15 000 soldats sont engagés. L'artillerie et les arquebuses déciment les troupes montées de Colleoni qui se bat pour défendre ses propres intérêts. Il quitte le front, perdant ses illusions d'abattre les ducs de Milan. Le pape Paul II propose sa médiation. Elle est plutôt à l’avantage de Pierre puisque Florence y gagne Sarzana, la place de Castelnuovo Magra de Lunigiana, et 37 000 florins. Angelo Acciaiuoli se réfugie à Ferrare et Soderini à Venise,.
À l’automne 1469, l’état de santé de Pierre de Médicis s’aggrave. Il meurt dans la propriété familiale de Careggi le 2 décembre 1469.

## Le mécène

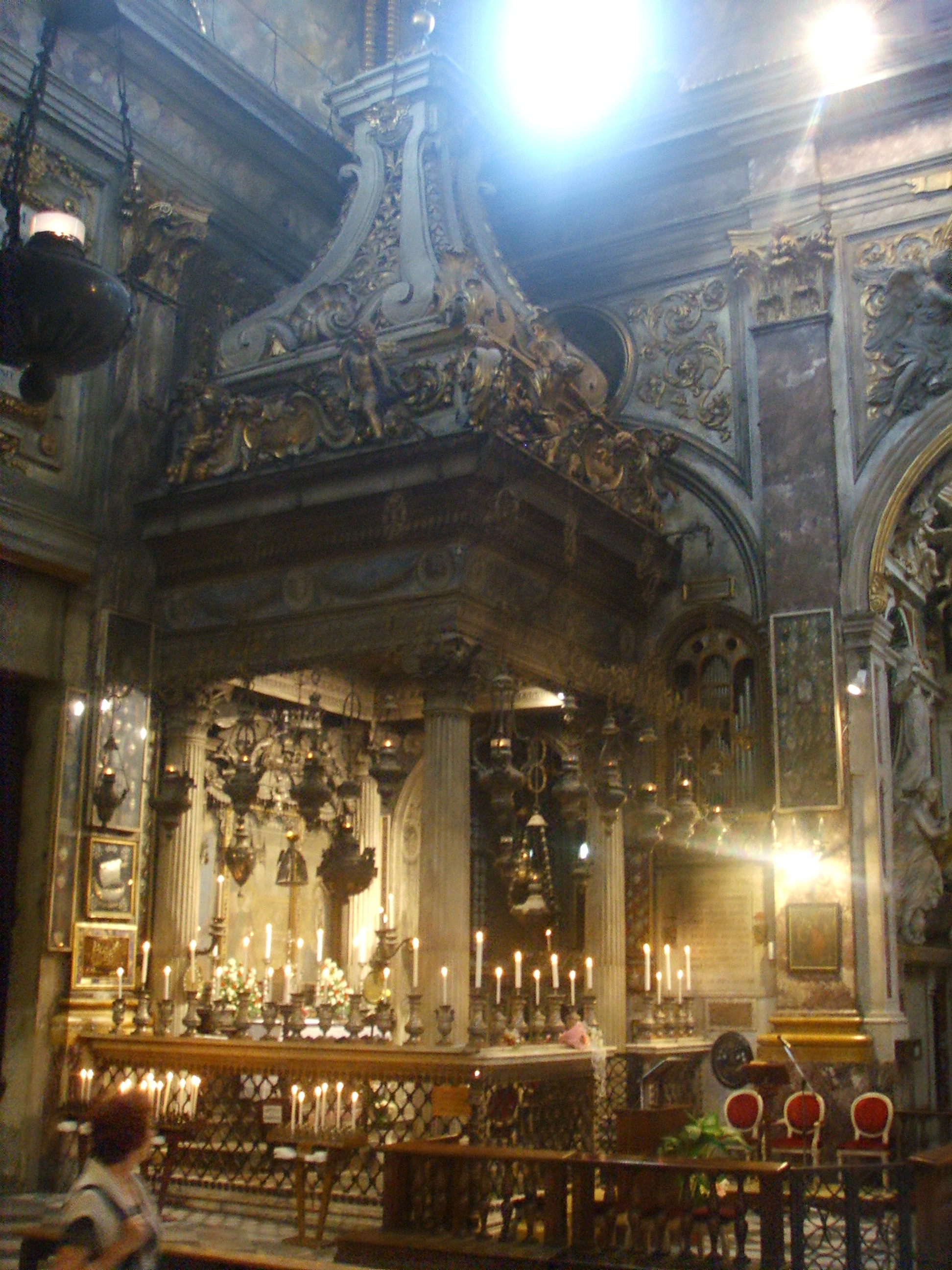
L'atrium de la basilique Santissima Annunziata.

Pierre est étroitement associé au mécénat de son père. Cosme est avant tout passionné par l’architecture. Vasari écrit que « toute sa vie, il fit élever des murs. » 
Il délègue à Pierre et à son frère Giovanni (mort en 1463) les autres commandes, celles passées aux peintres et aux sculpteurs. C’est à Pierre que Domenico Veneziano propose ses services pour réaliser l’autel de San Marco. Filippo Lippi lui écrit pour demander assistance. C’est encore à Pierre que Matteo de' Pasti rend compte de la technique qu’il a mis au point pour la commande des Triomphi de Plutarque.
Pierre de Médicis est un homme pieux. C’est lui qui fait construire en 1448 par Michelozzo le tabernacle du Crucifix de San Miniato al Monte. C‘est l‘occasion d‘un bras de fer entre lui et la guilde des lainiers à qui il finit par arracher le droit d‘apposer ses armoiries sur le tabernacle. La même année, il fait construire par Michelozzo le temple de marbre à l’antique de la Santissima Annunziata qui, aujourd’hui encore, protège la fresque de l‘Annonciation, vénérée par les Florentins comme une image miraculeuse.
Vers 1450, il confie à Michelozzo et à Luca della Robbia la réalisation de son studiolo, détruit en 1659 à l‘exception des douze terres cuites de Luca della Robbia représentant les travaux des douze mois de l’année, qui en décoraient le plafond (aujourd’hui au Victoria and Albert Museum de Londres). Il commande également à Antonio Pollaiuolo (sans doute associé à son frère Piero) trois panneaux sur le thème d’Hercule pour la sala grande du palais Médicis — aujourd’hui perdus, mais connus par deux copies conservées aux Offices.
Pierre de Médicis est avant tout un grand bibliophile. Le Filarete nous apprend qu’il regardait ses livres « comme si c'était un tas d'or. » C'est également un lettré, et tout comme son père, le protecteur de Marsile Ficin. Celui-ci affirme que l’Académie n’a pas de refuge plus sûr que la prudence et la piété de Pierre.

## Le banquier et commerçant
À la mort de Giovanni Benci, Pierre de Médicis prend avec son frère la fonction de directeur général de la banque Médicis. Le déclin de la banque commence vers 1464. Les Médicis n’arriveront jamais à se faire rembourser, par Édouard IV et ses barons, l’argent qu’ils avaient été contraints de leur prêter pour obtenir l’autorisation d’exporter de la laine. La filiale de Londres sera liquidée en 1478 avec un passif de 51 333 florins.
La compagnie des Médicis trouve une autre source de profit dans le commerce de l’alun. L’alun est un sulfate, indispensable à la teinture des étoffes, habituellement importé d’Asie Mineure par les Génois. Les conquêtes turques créent la pénurie, jusqu’à la découverte d‘un gisement à la Tolfa, près de Pistoia en 1462. La production annuelle est limitée à 1 500 tonnes par an. Laurent obtient, au nom de son père, en négociant avec le pape Paul II, que la production soit désormais illimitée et que les Médicis l’écoulent en leur nom propre.

## Descendance
Il épouse le 3 juin 1444 Lucrezia Tornabuoni, avec qui il a sept enfants, dont quatre seulement atteignent l'âge adulte :
- Bianca de Médicis (1445-1505) ;
- Lucrezia, dite Nannina de Médicis, pour la différencier de sa mère (1448-1493) ; elle épousa le diplomate Bernardo Rucellai dont elle eut un fils, l'écrivain Giovanni Rucellai ;
- Laurent de Médicis (1449-1492), dit Laurent le Magnifique ;
- Julien de Médicis (1453-1478).

Il a également une fille naturelle, Maria de Médicis (1455-1479, on ignore l’identité de la mère), qui épousera plus tard le directeur de la filiale lyonnaise de la banque Médicis, Lionetto de Rossi.

## Dans la culture
Un jeune Pierre de Médicis apparaît dans la série télévisée "Les Médicis : Maîtres de Florence" dans laquelle son personnage est interprété par l'acteur italien, Alessandro Sperduti (en). Le personnage de Pierre de Médicis est un personnage secondaire qui apparaît néanmoins dans les 8 épisodes de la première saison.
Pour la saison 2 de la série, Julian Sands a été annoncé comme étant l'interprète d'un Pierre de Médicis plus âgé, l'histoire se déroulant plusieurs années après les événements de la première saison.